# 秩 (线性代数)
在线性代数中，一个矩阵 {\displaystyle A} 的列秩是列向量生成的最大线性无关组的向量个数。类似地，行秩是矩阵{\displaystyle A} 的线性无关的横行的个数。矩阵的列秩和行秩总是相等的，因此它们可以简单地称作矩阵 {\displaystyle A} 的秩（）。通常表示为 {\displaystyle \mathrm {r} (A)} ，{\displaystyle \mathrm {rank} (A)} 或{\displaystyle \mathrm {rk} (A)}。

## 可替代定义

### 用定义
设 {\displaystyle A} 为 {\displaystyle m\times n} 矩阵。若 {\displaystyle A} 至少有一个 {\displaystyle r} 阶非零子式，而其所有 {\displaystyle r+1} 阶子式全为零，即矩阵的最高阶非零子式的阶数为r。则称 {\displaystyle r} 为 {\displaystyle A} 的秩。

### 用向量组的秩定义
对于 {\displaystyle m} 维线性空间 {\displaystyle V} 中的一个向量组 {\displaystyle F=\{\alpha _{1},\alpha _{2},...,\alpha _{s}\}}，若 
{\displaystyle F\supseteq S=\{\alpha _{1},\alpha _{2},...,\alpha _{r}\}} 中的 {\displaystyle r} 个向量线性无关，且若 {\displaystyle r<s}，{\displaystyle \forall \alpha _{r+1}\in F-S}，{\displaystyle S\cup \{\alpha _{r+1}\}} 中 {\displaystyle r+1} 个向量都线性相关，则称 {\displaystyle \{\alpha _{1},\alpha _{2},...,\alpha _{r}\}} 为 {\displaystyle \{\alpha _{1},\alpha _{2},...,\alpha _{s}\}} 的极大线性无关组，{\displaystyle r} 为 {\displaystyle \{\alpha _{1},\alpha _{2},...,\alpha _{s}\}} 的秩。可以证明 {\displaystyle F} 的秩等于向量组 {\displaystyle F} 生成的子空间的维数。
矩阵 {\displaystyle A} 的列秩定义为 {\displaystyle A} 的列向量组的秩，也即矩阵的列空间的维数。类似地，矩阵的行秩定义为 {\displaystyle A} 的行向量组的秩，即矩阵的行空间的维数。

### 用线性映射定义
考虑线性映射：
{\displaystyle f_{A}:F^{n}\to F^{m}}
{\displaystyle x\mapsto A\cdot x}
对于每个矩阵 {\displaystyle A}，{\displaystyle f_{A}} 都是一个线性映射，同时，对每个 {\displaystyle F^{n}\to F^{m}} 的
线性映射 {\displaystyle f}，都存在矩阵 {\displaystyle A}使得 {\displaystyle f=f_{A}}。也就是说，映射
{\displaystyle \Phi :{\mathcal {M}}_{n}(\mathbb {K} )\to {\mathcal {L}}(F^{n},F^{m})}
{\displaystyle A\mapsto f_{A}}
是一个同构映射。所以一个矩阵 {\displaystyle A} 的秩还可定义为 {\displaystyle f_{A}} 的像的维度（像与核的讨论参见线性映射）。矩阵 {\displaystyle A} 称为 {\displaystyle f_{A}} 的变换矩阵。这个定义的好处是适用于任何线性映射而不需要指定矩阵，因为每个线性映射有且仅有一个矩阵与其对应。秩还可以定义为 {\displaystyle n-f} 的核的维度；秩-零化度定理證明它等于 {\displaystyle f} 的像的维度。

## 行秩列秩相等性
矩阵的行秩与列秩相等，是线性代数基本定理的重要组成部分。其基本证明思路是，矩阵可以看作线性映射的变换矩阵，列秩为像空间的维度，行秩为非零原像空间的维度，因此列秩与行秩相等，即像空间的维度与非零原像空间的维度相等（这里的非零原像空间是指约去了零空间后的商空间：原像空间）。这从矩阵的奇异值分解就可以看出来。
给出这一结果的两种证明. 第一个证明是简短的，仅用到向量的线性组合的基本性质. 第二个证明利用了正交性. 第一个证明利用了列空间的基, 第二个证明利用了行向量空间的基. 第一个证明适用于定义在标量域上的矩阵，第二个证明适用于内积空间。二者都适用于实或复的欧氏空间，也都易于修改去证明当A是线性变换的情形. 

### 证明一
令 {\displaystyle A} 是一个 {\displaystyle m\times n} 的矩阵，其列秩为 {\displaystyle r} . 因此矩阵 {\displaystyle A} 的列空间的维度是 {\displaystyle r} . 令 {\displaystyle c_{1},c_{2},\ldots ,c_{r}} 是 {\displaystyle A} 的列空间的一组基，构成 {\displaystyle m\times r} 矩阵 {\displaystyle C}的列向量 {\displaystyle C=[c_{1},c_{2},\ldots ,c_{r}]}，并使得 {\displaystyle A} 的每个列向量是 {\displaystyle C}的{\displaystyle r} 个列向量的线性组合. 由矩阵乘法的定义，存在一个 {\displaystyle r\times n} 矩阵 {\displaystyle R}, 使得 {\displaystyle A=CR}. ({\displaystyle A} 的 {\displaystyle (i,j)} 元素是 {\displaystyle c_{i}} 与 {\displaystyle R} 的第 {\displaystyle j} 个行向量的点积.)
现在，由于 {\displaystyle A=CR}, {\displaystyle A} 的每个行向量是 {\displaystyle R} 的行向量的线性组合，这意味着 {\displaystyle A} 的行向量空间被包含于 {\displaystyle R} 的行向量空间之中. 因此 {\displaystyle A} 的行秩 ≤ {\displaystyle R}的行秩. 但{\displaystyle R}仅有{\displaystyle r}行, 所以{\displaystyle R}的行秩 ≤ {\displaystyle r} = {\displaystyle A}的列秩. 这就证明了{\displaystyle A}的行秩 ≤ {\displaystyle A}的列秩. 
把上述证明过程中的“行”与“列”交换，利用对偶性质同样可证{\displaystyle A}的列秩 ≤ {\displaystyle A}的行秩。更简单的方法是考虑{\displaystyle A}的转置矩阵{\displaystyle A^{\mathrm {T} }}，则{\displaystyle A}的列秩 = {\displaystyle A^{\mathrm {T} }}的行秩 ≤ {\displaystyle A^{\mathrm {T} }}的列秩 = {\displaystyle A}的行秩. 这证明了{\displaystyle A}的列秩等于{\displaystyle A}的行秩. 证毕.

### 证明二
令{\displaystyle A}是{\displaystyle m\times n}矩阵，其行秩是{\displaystyle r}. 因此{\displaystyle A}的行向量空间的维度是{\displaystyle r}，设{\displaystyle x_{1},x_{2},\ldots ,x_{r}}是{\displaystyle A}的行向量空间的一组基. 如果把这组基当作原像列向量看待，则向量集{\displaystyle Ax_{1},Ax_{2},\ldots ,Ax_{r}}是线性独立的。 这是因为对一组标量系数{\displaystyle c_{1},c_{2},\ldots ,c_{r}}，如果:
{\displaystyle c_{1}Ax_{1}+c_{2}Ax_{2}+\cdots c_{r}Ax_{r}=A(c_{1}x_{1}+c_{2}x_{2}+\cdots +c_{r}x_{r})=Av=0,}
其中{\displaystyle v=c_{1}x_{1}+c_{2}x_{2}+\ldots ,c_{r}x_{r}}. 则可以推出有两个事实: (a) {\displaystyle v}是{\displaystyle A}行向量空间的线性组合, 即{\displaystyle v}属于{\displaystyle A}的行向量空间；(b) 由于{\displaystyle Av} = 0,  {\displaystyle v}正交于{\displaystyle A}的所有行向量，从而正交于{\displaystyle A}的行向量空间的所有向量. 事实(a)与(b)结合起来，则{\displaystyle v}正交于自身，这意味着{\displaystyle v} = 0. 由{\displaystyle v}的定义:
{\displaystyle c_{1}x_{1}+c_{2}x_{2}+\ldots ,c_{r}x_{r}=0.}
再由{\displaystyle x_{i}}是{\displaystyle A}的行向量空间的一组线性独立的基，可知{\displaystyle c_{1}=c_{2}=\cdots =c_{r}=0}. {\displaystyle Ax_{1},Ax_{2},\ldots ,Ax_{r}}因而是线性独立的.
{\displaystyle Ax_{i}}是{\displaystyle A}的列空间中的向量. 因此{\displaystyle Ax_{1},Ax_{2},\ldots ,Ax_{r}}是{\displaystyle A}的列空间中{\displaystyle r}个线性独立的向量. 所以{\displaystyle A}的列向量空间的维数({\displaystyle A}的列秩)必然不小于{\displaystyle r}. 这证明了{\displaystyle A}的行秩r ≤ {\displaystyle A}的列秩. 把这一结果应用于{\displaystyle A}的转置矩阵可以得到: {\displaystyle A}的列秩 = {\displaystyle A^{\mathrm {T} }}的行秩 ≤ {\displaystyle A^{\mathrm {T} }}列秩 = {\displaystyle A}的行秩. 这证明了{\displaystyle A}的列秩等于{\displaystyle A}的行秩，证毕.
最后, 还可以证明rk(A) = rk(A*), 其中A*是A的共轭转置或称施密特转置. 当A的元素都是实数, 这一结果变为rk(A) = rk(AT). 然而对于复系数矩阵，rk(A) = rk(A*)并不等价于行秩等于列秩, 需要用到上述两个证明. 

### 证明三
令A是一个m×n矩阵. 定义rk(A)为A的列秩，A*为A的共轭转置或称施密特转置. 首先可知A*Ax = 0当且仅当Ax = 0.  
A*Ax = 0 ⇒ x*A*Ax = 0 ⇒ (Ax)*(Ax) = 0  ⇒ ‖Ax‖2 = 0 ⇒ Ax = 0,
其中‖·‖是欧氏范数. 这说明A的零空间与A*A的零空间相同. 由秩－零化度定理, 可得rk(A) = rk(A*A). A*A的每一个列向量是A*的列向量的线性组合. 所以A*A的列空间是A*的列空间的子空间. 从而rk(A*A) ≤ rk(A*). 即: rk(A) = rk(A*A) ≤ rk(A*). 应用这一结果于A*可获得不等式: 由于(A*)* = A, 可写作rk(A*) ≤ rk((A*)*) = rk(A). 这证明了rk(A) = rk(A*). 证毕.

## 性质
我们假定A是在域F上的m × n矩阵并描述了上述线性映射。
- m × n矩阵的秩不大于m且不大于n的一个非负整数，表示為 rk(A) ≤ min(m, n)。有尽可能大的秩的矩阵被称为有满秩；类似的，否则矩阵是秩不足（或称为“欠秩”）的。
- 只有零矩阵有秩0
- A的秩最大为min(m,n)
- f是单射，当且仅当A有秩n（在这种情况下，我们称A有“列满秩”）。
- f是满射，当且仅当A有秩m（在这种情况下，我们称A有“行满秩”）。
- 在方块矩阵A (就是m = n)的情况下，则A是可逆的，当且仅当A有秩n（也就是A有满秩）。
- 如果B是任何n × k矩阵，则AB的秩最大为A的秩和B的秩的小者。即：
{\displaystyle \operatorname {rank} (AB)\leq \min(\operatorname {rank} \ A,\operatorname {rank} \ B).}
推广到若干个矩阵的情况，就是：
{\displaystyle \operatorname {rank} (A_{1}A_{2}\cdots A_{n})\leq \min(\operatorname {rank} \ A_{1},\operatorname {rank} \ A_{2},\cdots ,\operatorname {rank} \ A_{n}).}
证明：
考虑矩阵的秩的线性映射的定义，令A、B对应的线性映射分别为f和g，则AB表示复合映射f·g，它的象Im f·g是g的像Im g在映射f作用下的象。然而Im g是整个空间的一部分，因此它在映射f作用下的象也是整个空间在映射f作用下的象的一部分。也就是说映射Im f·g是Im f的一部分。对矩阵就是：秩（AB）≤秩（A）。
对于另一个不等式：秩（AB）≤秩（B），考虑Im g的一组基：（e1，e2，...，en），容易证明（f(e1)，f(e2)，...，f(en)）生成了空间Im f·g，于是Im f·g的维度小于等于Im g的维度。对矩阵就是：秩（AB）≤秩（B）。
因此有：秩（AB）≤min(秩（A），秩（B））。若干个矩阵的情况证明类似。
作为"<"情况的一个例子，考虑积
{\displaystyle {\begin{bmatrix}0&0\\1&0\\\end{bmatrix}}{\begin{bmatrix}0&0\\0&1\\\end{bmatrix}}}
两个因子都有秩1，而这个积有秩0。
可以看出，等号成立当且仅当其中一个矩阵（比如说A）对应的线性映射不减少空间的维度，即是单射，这时A是满秩的。于是有以下性质：
  - 如果B是秩n的n × k矩阵，则
{\displaystyle \operatorname {rank} (AB)=\operatorname {rank} (A).}
  - 如果C是秩m的l × m矩阵，则
{\displaystyle \operatorname {rank} (CA)=\operatorname {rank} (A).}
- A的秩等于r，当且仅当存在一个可逆m × m矩阵X和一个可逆的n × n矩阵Y使得
{\displaystyle XAY={\begin{bmatrix}I_{r}&0\\0&0\\\end{bmatrix}}}
这裡的Ir指示r × r 单位矩阵。
证明可以通过高斯消去法构造性地给出。
- 西尔维斯特不等式: 如果 A 是一个 m × n 的矩阵且 B 是 n × k 的, 则
{\displaystyle \operatorname {rank} (A)+\operatorname {rank} (B)-n\leq \operatorname {rank} (AB).}[i]
这是下一个不等式的特例.
- 这个不等式是由Frobenius提出的: 如果 AB, ABC 和 BC 有定义, 则
{\displaystyle \operatorname {rank} (AB)+\operatorname {rank} (BC)\leq \operatorname {rank} (B)+\operatorname {rank} (ABC).}[ii]
- 子加性：当矩阵{\displaystyle A}和{\displaystyle B}的形状相同时，有{\displaystyle \operatorname {rank} (A+B)\leq \operatorname {rank} (A)+\operatorname {rank} (B)} . 因此，一个秩为k的矩阵能够表示成k个秩为1的矩阵的加和，但不能是k-1个或更少。
- 矩阵的秩加上矩阵的零化度等于矩阵的纵列数（这就是秩-零化度定理）。
- 如果 A 是实数上的矩阵，那么 A 的秩和它对应格拉姆矩阵的秩相等。于是，对于实矩阵
{\displaystyle \operatorname {rank} (A^{T}A)=\operatorname {rank} (AA^{T})=\operatorname {rank} (A)=\operatorname {rank} (A^{T})}.
该性质可以通过它们的零空间证明. 格拉姆矩阵的零空间由所有满足 {\displaystyle A^{T}Ax=0}的向量{\displaystyle x}组成。如果上式成立, 那么下式也成立： {\displaystyle 0=x^{T}A^{T}Ax=|Ax|^{2}}，于是，{\displaystyle Ax=0}，即{\displaystyle A^{T}A}与{\displaystyle A}的零空间相同.[2]
- 如果 A 是复数上的矩阵且 A* 表示 A 的共轭转置(i.e., A 的伴随), 则
{\displaystyle \operatorname {rank} (A)=\operatorname {rank} ({\overline {A}})=\operatorname {rank} (A^{T})=\operatorname {rank} (A^{*})=\operatorname {rank} (A^{*}A).}

### 向量组的线性相关性
将{\displaystyle m}个{\displaystyle n}维列向量排列成{\displaystyle n\times m}的矩阵A，这个对应矩阵的秩即为原向量组的秩。
原向量组线性相关的充分必要条件为：
{\displaystyle r(A)<m}
如果
{\displaystyle r(A)=m}
则向量组线性无关。另外，不存在
{\displaystyle r(A)>m}
特殊的，若向量的个数{\displaystyle m}大于向量的维数{\displaystyle n}，则根据：
{\displaystyle r(A)\leq n<m}
这个向量组必然线性相关。

## 计算
计算矩阵A的秩的最容易的方式是高斯消去法，即利用矩阵的初等变换生成一个行阶梯形矩阵，由于矩阵的初等变换不改变矩阵的秩，因此A的行阶梯形矩阵有同A一样的秩。经过初等变换的矩阵的非零行的数目就是原矩阵的秩。
例如考虑4 × 4矩阵
{\displaystyle A={\begin{bmatrix}2&4&1&3\\-1&-2&1&0\\0&0&2&2\\3&6&2&5\\\end{bmatrix}}}
我们看到第2纵列是第1纵列的两倍，而第4纵列等于第1和第3纵列的总和。第1和第3纵列是线性无关的，所以A的秩是2。这可以用高斯算法验证。它生成下列A的行阶梯形矩阵:
{\displaystyle A={\begin{bmatrix}1&2&0&1\\0&0&1&1\\0&0&0&0\\0&0&0&0\\\end{bmatrix}}}
它有两个非零的横行。
在应用在计算机上的浮点数的时候，基本高斯消去（LU分解）可能是不稳定的，应当使用秩启示（revealing）分解。一个有效的替代者是奇异值分解（SVD），但还有更少代价的选择，比如有支点（pivoting）的QR分解，它也比高斯消去在数值上更强壮。秩的数值判定要求对一个值比如来自SVD的一个奇异值是否为零的依据，实际选择依赖于矩阵和应用二者。

## 应用
计算矩阵的秩的一个有用应用是计算线性方程组解的数目。如果系数矩阵的秩等于增广矩阵的秩，则该方程组有解。在这种情况下，如果它的秩等于方程的数目那么该方程组有唯一的一个精确解。如果增广矩阵的秩大于系数矩阵的秩，则方程组是不一致（Inconsistent）的。
在控制论中，矩阵的秩可以用来确定线性系统是否为可控制的，或可观察的。

## 註解
1. ↑  证明: 对不等式{\displaystyle \dim \operatorname {ker} (AB)\leq \dim \operatorname {ker} (A)+\dim \operatorname {ker} (B)}使用秩－零化度定理
2. ↑  证明：商空间之间的映射C: ker(ABC) / ker(BC) → ker(AB) / ker(B)有定义且为单射。因此我们得到了关于核维数关系的不等式dim ker(ABC)-dim ker(BC) ≤ dim ker(AB) - dim ker(B), 利用秩-零化度定理即可得到结论（即dim ker(ABC)-dim ker(BC)=rank(BC)-rank(ABC), 右边同理）。或者也可以这么证明：假如M是一个子线性空间，A是线性映射，那么dim(A(M)) ≤ dim(M) (*); 记映射BC（注意先进行C映射后进行B映射）的像为im(BC), 映射B的像为im(B), 则im(BC)⊆im(B), 取im(B)中im(BC)的正交补（不一定要正交，构成直和关系即可，这里取正交补只是为了方便）记为D, 则dim(D)  =  rk(B) – rk(BC); 而由线性映射的规律知im(AB)  =  AD + im(ABC), 但不一定再是直和，即dim(AD) + rk(ABC) ≥ rk(AB), 利用不等式(*)可得dim(D)[=rk(B) – rk(BC)] + rk(ABC) ≥ rk(AB), 从而得证。